# Yunling
Les monts Yunling ou Youn-Ling (en chinois : 云岭 « montagne des nuages », en pinyin : Yúnlǐng), sont une chaîne de montagnes dans la province chinoise du Yunnan. Ils se situent dans les monts Hengduan.